# ニューハウン
座標: 北緯55度40分47秒 東経12度35分26秒 / 北緯55.67972度 東経12.59056度

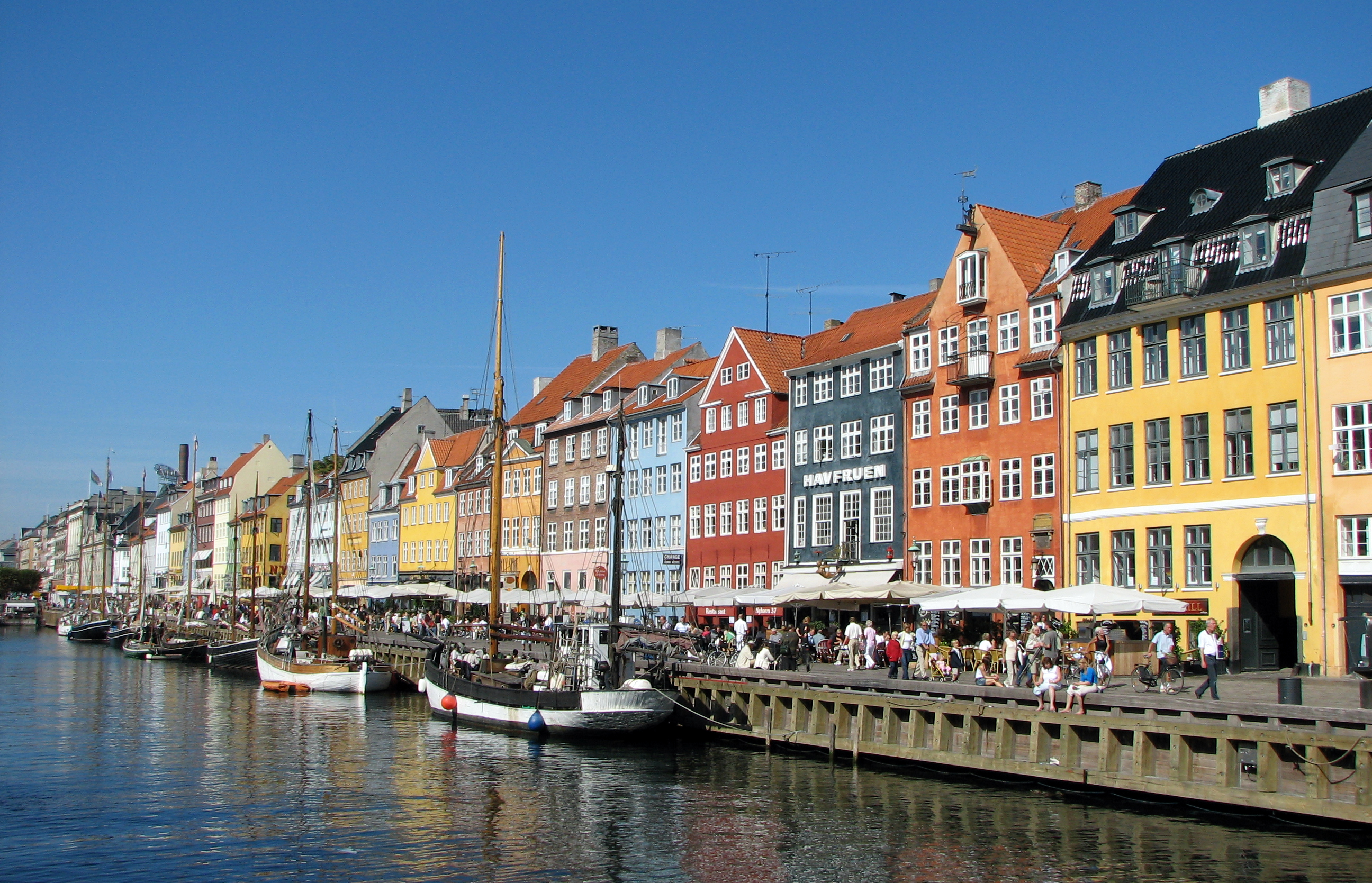
ニューハウン（テントは屋外カフェ）

ニューハウン(Nyhavn)は、デンマーク・コペンハーゲンにある地域。コンゲンス・ニュートー広場の東、アマリエンボー宮殿の300mほど南にある。観光地として知られ、飲食店やアンティークショップなどのカラフルな建物が軒を連ねている。コペンハーゲンで最も活気のある町といわれている。
ニューハウンとは「新港」という意味であり、国王クリスチャン5世によって建設された。1671年から掘削が開始され、1673年に完成した。埠頭となる水路があり、ヨットや観光船が行き来している。ハンス・クリスチャン・アンデルセンが、ここを居所とし18年間住んでいたこともあった。